# 75969 Backhouse
75969 Backhouse è un asteroide della fascia principale. Scoperto nel 2000, presenta un'orbita caratterizzata da un semiasse maggiore pari a 3,0746069 au e da un'eccentricità di 0,0946972, inclinata di 9,15918° rispetto all'eclittica.